# Monastero di Holzkirchen

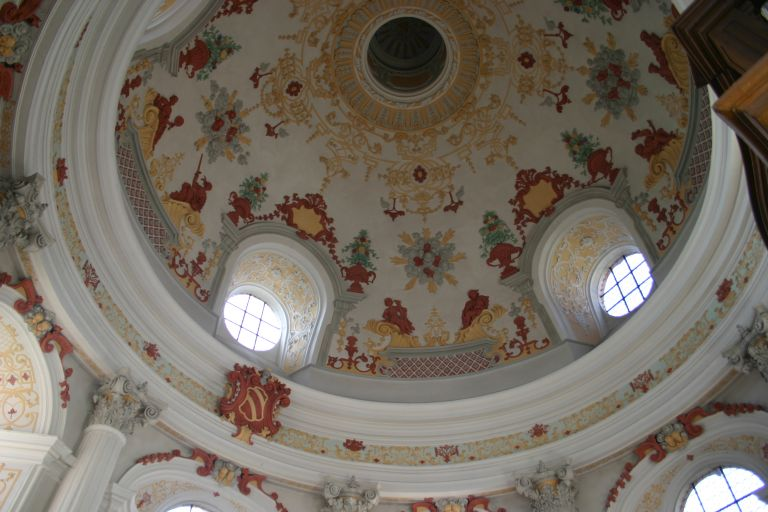
Cupola della chiesa del monastero di Holzkirchen

Il monastero di Holzkirchen è un monastero benedettino situato presso Holzkirchen, in Bassa Franconia, Germania.

## Storia
Drudmunt, figlio del conte franco Throand, decise di istituire un monastero dedicato alla Vergine Maria attorno al 775, facendone formalmente dono a Carlo Magno che a sua volta lo pose sotto la protezione dell'abbazia di Fulda. Il monastero venne posto successivamente sotto il baliaggio dei conti di Wertheim. Nel 1552, nel corso della Riforma protestante, il monastero del conte Michele III von Wertheim († 1555) venne abolito, ma già dal 1561 la chiesa venne restituita all'abbazia di Fulda come sua proprietà; tuttavia, la vita claustrale del monastero poteva ormai dirsi estinta e i monaci non tornarono ad officiarvi pur mantenendone il possesso. Il principe-vescovo Julius Echter decise di trasferire il monastero nel 1612 come feudo stabile per la diocesi di Würzburg e di rifondarvi un monastero con dodici monaci benedettini, i quali ad ogni modo vennero cacciati dai soldati svedesi, protestanti, durante la guerra dei trent'anni, nel 1631.
Sotto il prevosto Bonifatius von Hutten, fratello del principe-vescovo di Würzburg Christoph Franz von Hutten e zio del principe vescovo di Spira, Franz Christoph von Hutten zum Stolzenberg, il celebre architetto Balthasar Neumann ottenne l'incarico di costruire la nuova chiesa del monastero, lavori che vennero compiuti tra il 1728 ed il 1730. Fu solo nel 1759 che Ferdinand Zobel von Giebelstadt fondò nuovamente un monastero. Nel 1802 il monastero di Holzkirchen venne secolarizzato. I conti di Castell rimasero in possesso del monastero e della sua chiesa dal 1816 fino a quando la chiesa venne donata alla parrocchia cattolica locale nel 1909.
La proprietà, vuota dal 1995, dal 2003 ha preso il nome di Benediktushof ed è utilizzata come struttura per seminari e conferenze aconfessionali o comunque non religiose.

## Elenco degli abati di Fulda
- Helmfrido (dal 815)
- Helmfrido (?-879)
- Diepold (1183)
- Gerlach (1212-1241)
- Konrad (1247-1249)
- Albert von Lüder (1260-1274)
- Bertho von Mackenzell (1281-1291)
- Heinrich von Hohenberg (1298–1315)
- Konrad von Bimbach (1323-1325)
- Theoderich von Wildprechtroda (1326-1334)
- Werner von Bellersheim (1343-1344)
- Wigand von Erbach (1351)
- Hertnid von Leimbach (1353)
- Konrad von Hanau (1355–1372)
- Konrad Fuchs von Kanneberg (1372–1387)
- Wigand von Zippur (1387-1390)
- Johannes von Merlau (1391–1395)
- Peter von Eisenbach (1405-1420)
- Gottfried von Bimbach (1421-1422)
- Konrad von Bimbach (1423–1425)
- Johann Fink von Altenburg (1425–1428)
- Johannes von Buchenau (1428-1434)
- Heinrich von Frielingen (1435-1439)
- Reinhard von Weilnau (1440–1446)
- Konrad von Lauerbach (1446–1483)
- Ludwig von Mansbach (1483–1500)
- Reinhard von der Tann (1500–1518)
- Hartmann von Kirchberg (1518–1521)
- Johann von Henneberg (1521–1529)
- Philipp von Rückingen (1529-1532)
- Bonifaz von Heideck (1532-1539)
- Wolfgang Theoderich von Uissigheim (1539–1544 e 1546–1549), dal 1550 principe-abate e rettore di Petersberg, Frauenberg e Johannesberg, nonché prevosto di Thulba
- Kuno Riedesel von Bellersheim (1544–1546)
- Johann Schenk von Schweinsberg (1549–1555)
- Philipp Georg Schenk von Schweinsberg (1561–1568), dal 1567 anche prevosto di Michaelsberg, Neuenberg e Johannesberg
- Johann Wolfgang Schott von Memmelsdorf (1568–1592)
- Kaspar von Wildungen (1593–1601)
- Reinhard Ludwig von Dallwig (1601–1613), dal 1606 anche prevosto di Johannesberg e Blankenau
- Georg von Hatzfeld (1613–1618)
- Bernhard Wilhelm von Schwalbach (1618–1624)
- Eberhard Hermann Schutzbar gen. Milchling (1625–1630)
- Johann Friedrich von Kerpen (1630–1631)
- Hermann Georg von Neuhof (1631–1638), anche prevosto di Blankenau, Johannesberg e Rohr
- Joachim von Graveneck (1638–1644), anche prevosto di Petersberg, Michaelsberg, e principe-abate di Fulda
- Salentin von Sinzig (1644–1668)
- Bernhard Gustav von Baden-Durlach (1668–1671), anche principe-abate di Fulda
- Plazidus von Droste (1671–1678), anche prevosto di Zella e principe-abate di Fulda
- Ildephons von Havighorst (1678–1697)
- Bernhard von Reinach (1697–1699), anche prevosto di Blankenau
- Konstantin von Buttlar (1699–1701), poi prevosto di Thulba e Johannesberg
- Mauritius von Westphalen (1701–1710), anche prevosto di Thulba
- Konrad von Mengersen (1710–1715), anche prevosto di Thulba e Johannesberg
- Friedrich von Droste (1716–1724)
- Bonifaz von Hutten zu Stolzenberg (1724–1732), anche prevosto di Thulba e Petersberg
- Kasimir von Sickingen (1732–1739)
- Eugen von Bastheim (10 dicembre 1739 - 1755), anche prevosto di Sannerz e Johannesberg
- Benedikt von Zievel (10 settembre 1755 - 1759), anche prevosto di Sannerz e Thulba
- Ferdinand Zobel von Giebelstadt (1759–1766), anche prevosto di Sannerz
- Lothar von Breidbach zu Bürresheim (29 giugno 1766 - 1775), anche prevosto di Petersberg e Andreasberg
- Bonifatius von Ebersberg (30 settembre 1775 - 1795)
- Heinrich von Reisach (18 luglio 1795 - 1802), ultimo prevosto